# Старинка (Горецкий район)
Стари́нка (бел. Старынка) — деревня в составе Добровского сельсовета Горецкого района Могилёвской области Республики Беларусь.

## История
В 1997 году образован новый населённый пункт — деревня Старинка в составе Горецкого сельсовета Горецкого района Могилёвской области. 

## Население
- 1999 год — 102 человека
- 2010 год — 114 человека